# Dub u Dolíšky
Dub u Dolíšky je památný strom, dub letní (Quercus robur), který roste pod severním koncem hráze rybníka Dolíška, dříve rezervoáru pitné vody pro město Hranice, jihozápadně od města Hranice v okrese Cheb v Karlovarském kraji. Mohutný a vysoký zdravý dub je nejmohutnějším dubem Ašska.
Obvod kmene měří 446 cm, vysoko nasazená koruna sahá do výšky 32 m (měření 2014).
Za památný byl strom vyhlášen v roce 1995 jako esteticky zajímavý strom s významným vzrůstem, krajinná dominanta a historicky důležitý strom.

## Stromy v okolí
- Štítarský klen
- Zedwitzův javor